# 弗格拉什城堡

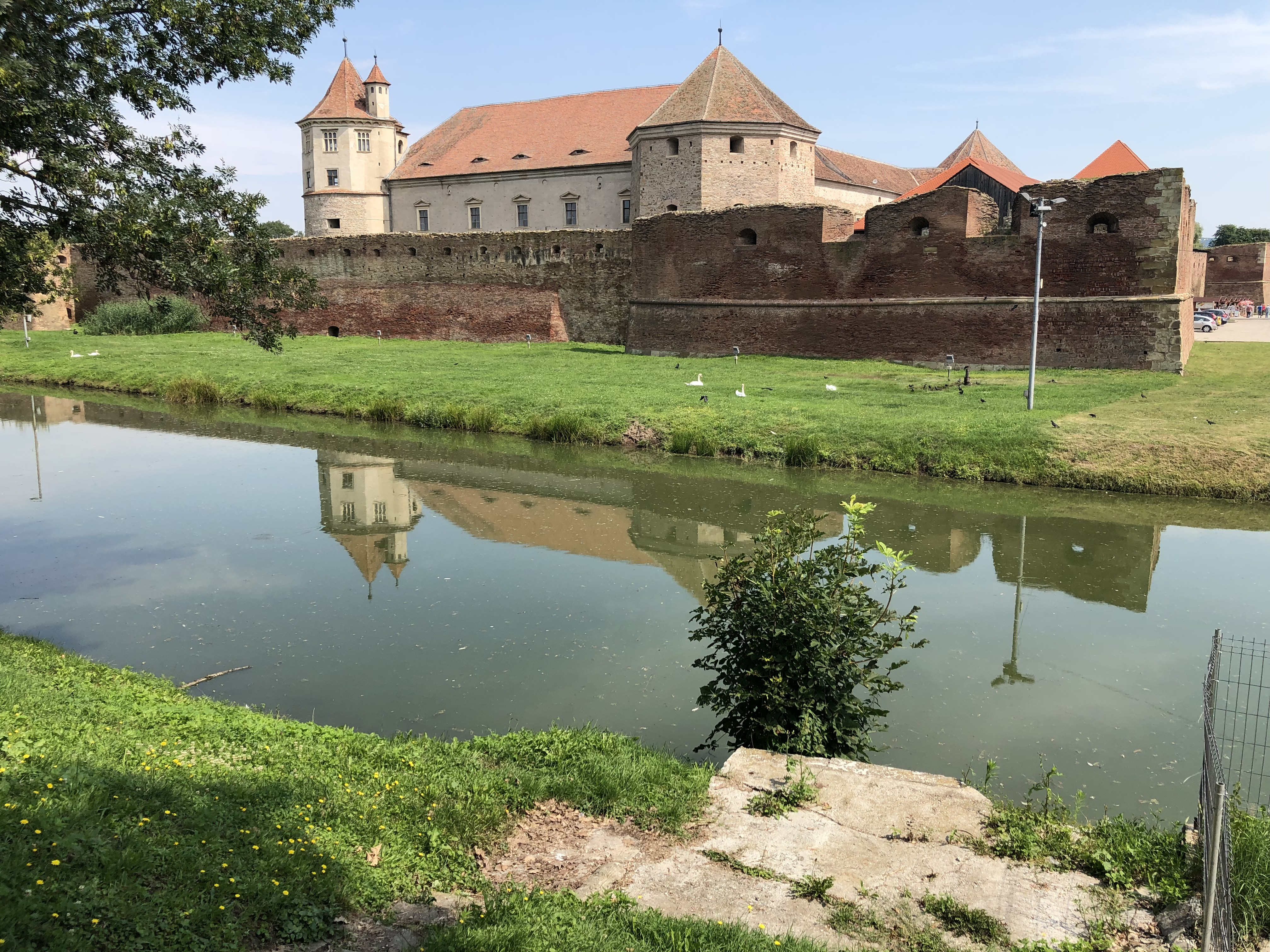

弗格拉什城堡（羅馬尼亞語：Cetatea Făgărașului）是位於羅馬尼亞布拉索夫縣弗格拉什的一座城堡。這座城堡自1310年開始修建。在1948年至1960年，城堡曾被用作監獄。現在城堡被用作博物館。